# 柯坦镇
柯坦镇，是中华人民共和国安徽省合肥市庐江县下辖的一个乡镇级行政单位。

## 行政区划
柯坦镇下辖以下地区：
柯坦社区、陈埠社区、分水村、虎洞村、蒲岗村、葛庙村、枣岗村、城池村、小墩村和柿树村。